# Heinrich Többen
Heinrich Többen (* 17. Februar 1880 in Haselünne; † 11. Juli 1951 in Münster) war ein deutscher Rechtsmediziner, forensischer Psychiater und Hochschullehrer.

## Leben
Der Arztsohn Heinrich Többen beendete seine Schullaufbahn am Gymnasium für Jungen in Meppen mit Reifeprüfung und absolvierte danach ein Studium der Medizin an den Universitäten Freiburg, Marburg, Berlin und Halle. Er war Mitglied der katholischen Studentenverbindungen KStV Hansea Halle, KStV Brisgovia Freiburg im Breisgau, KStV Thuringia Marburg und KStV Askania Berlin im KV. In Halle schloss er sein Studium 1903 mit Staatsexamen und Promotion zum Dr. med. ab. Anschließend war er am Gelsenkirchener Hygiene-Institut für ein Jahr lang beschäftigt. Danach war er als Volontär- und Assistenzarzt an den Heil- und Pflegeanstalten in Göttingen und Münster tätig. Ab 1908 praktizierte er als niedergelassener Nervenarzt in Münster und war auch ab diesem Jahr beamteter Anstaltsarzt im Zuchthaus Münster und Lehrbeauftragter für die Gerichtliche Psychiatrie und Medizin an der Rechts- und Staatswissenschaftlichen Fakultät der Universität Münster. Während des Ersten Weltkrieges leitete er in Münster das Lazarett für Nervenerkrankungen und -verletzungen.
Többen war ab 1918 als Honorarprofessor an der Universität Münster und dort ab Oktober 1924 Inhaber des  Lehrstuhls für gerichtliche und Soziale Medizin und zugleich Direktor des gleichnamigen Instituts. Er habilitierte sich jedoch erst 1930.
Többen vertrat in der Zeit der Weimarer Republik sozialpolitische Lösungsansätze für die soziale Brennpunktregion Ruhrgebiet insbesondere in Bezug auf Bekämpfung der Wohnungsnot, des Alkoholismus und der Arbeitslosigkeit, die er ursächlich für sexuelle Verwahrlosung, Sittlichkeitsdelikte, Prostitution, Raub sowie Diebstahl sah. Besondere Beachtung fand sein 1922 erschienenes Buch „Die Jugendverwahrlosung und ihre Bekämpfung“. Er befasste sich in den 1920er Jahren auch speziell mit den medizinischen Aspekten der Jugendfürsorge, so forderte er nach Inkrafttreten des Reichsjugendwohlfahrtsgesetzes die „obligatorische und kategorische medizinische Diagnostik bei der Feststellung von Fürsorgeerziehung“. Auf dem 1937 in Paris abgehaltenen ersten Internationalen Kongress für Kinderpsychiatrie nahm Többen als einer von zwölf Delegierten des Deutschen Reiches teil.
Neben seiner Professorentätigkeit leitete er in Personalunion die am Zuchthaus Münster 1931 eingerichtete Kriminalbiologische Forschungsstelle, die nach Einrichtung des Kriminalbiologischen Dienstes zur Zeit des Nationalsozialismus eine der neun reichsweit eingerichteten kriminalbiologischen Sammelstellen zur Untersuchung und Erfassung Strafgefangener war. Er bezeichnete 1938 die Kriminalbiologie als die „Lehre von der Fehlentwicklung des Menschen zur verbrecherischen Persönlichkeit infolge seiner körperlichen und innerseelischen, durch genotypische Ursachen bedingten Veranlagung und der diese Persönlichkeitsausrichtung fördernden Reizwirkung“.
Vor der Machtübergabe an die Nationalsozialisten gehörte Többen dem Zentrum an. Er wurde nicht Mitglied der  NSDAP; trat jedoch dem NS-Dozentenbund sowie der NSV  bei und wurde Förderndes Mitglied der SS. Fakultätsinterne Intrigen wegen angeblichem Betrugs- und Bestechungsverdacht führten Ende Januar 1939 zu einer vorübergehenden Suspendierung Többens aus dem Professorenamt. Nach einem Gnadenerlass Adolf Hitlers konnte Többen im Juli 1939 seine Tätigkeit als Hochschullehrer in Münster wieder aufnehmen und im März 1940 wurde das gegen ihn eingeleitete Dienststrafverfahren eingestellt. Im Februar 1942 beurteilte ihn die NSDAP-Gauleitung Westfalen-Nord folgendermaßen: „Politisch steht er noch heute gegen die [nationalsozialistische] Bewegung, ist konfessionell äußerst stark gebunden und verkehrt viel mit der katholischen Geistlichkeit“. Infolgedessen wurde ihm die Leitung der kriminalbiologischen Sammelstelle entzogen. Nach Kriegsende wurde er 1946 emeritiert.
Többens Forschungsschwerpunkt lag im forensisch-psychiatrischen Bereich.  Im Lexikon zur Homosexuellenverfolgung 1933–1945 wird über Többens Wandlung nach 1933 weg von sozialhygienischen hin zu rassenhygienischen Ansätzen folgendermaßen geurteilt: „Auch wenn sich T[öbbens] unter dem NS-‚Regime politisch nicht exponierte, mit seinen Forschungen über die Ursachen der Kriminalität und die Möglichkeiten ihrer Bekämpfung unterstützte er nachhaltig das rassenhygienische Konzept der NS-Kriminalitätspolitik“.

## Schriften (Auswahl)
- Beiträge zur Psychologie und Psychopathologie der Brandstifter, Springer, Berlin 1917
- Über Kriegsbeschädigungen bei Nerven- und Geisteskranken unter bes. Berücks. d. strafrechtl. Zurechnungsfähigkeit, d. Versorgung u. d. Geschäftsfähigkeit, Aschendorff, Münster 1919
- Die Jugendverwahrlosung und ihre Bekämpfung, Aschendorff, Münster 1922 (2., völlig neubearb. u. erw. Aufl. 												       		           	1927)
- Kurzer Ratgeber für Psychopathenfürsorge: Ein ärztl. Wegweiser zu § 31 JGG, Caritasverlag, Freiburg i. Br. 1924. In: Wegweiser der Jugendhilfe ; H. 5
- Ärztliche Jugendgerichtshilfe, Caritasverlag, Freiburg i. Br. 1924. In: Wegweiser der Jugendhilfe ; H. 5
- Über den Inzest, F. Deuticke, Wien 1925
- Neuere Beobachtungen über die Psychologie der zu lebenslänglicher Zuchthausstrafe verurteilten oder begnadigten Verbrecher: Nach e. in d. Gesellschaft f. gerichtl. u. soziale Medizin am 16. Sept. 1925 in Bonn geh. Vortr., F. Deuticke, Wien 1927
- Untersuchungsergebnisse an Totschlägern : nach e. Vortr. auf d. Dt. Ges. f. gerichtl. u. soziale Medizin im Sept. 1930 in Königsberg, C. Heymann, Berlin 1932
- Der Lebenswille der Frau, Dümmler, Bonn 1947